# الشعبي كاش
الشعبي كاش هي شبكة لتحويل الأموال، تتوفر على العديد من الفروع في المغرب، وهي تابعة لمجموعة البنك الشعبي.